# نوردي

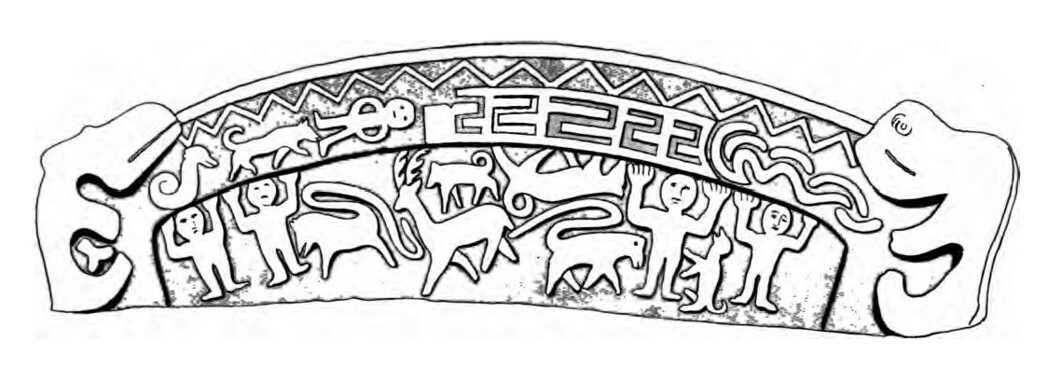
لوحة تعبر عن الأقزام الأربعة الذين يمثلون الاتجاهات الأربعة في الأساطير الاسكندنافية

في الأساطير الإسكندنافية نوردري،سودري، أوستري، فيستري. باللغة الإسكندنافية القديمة: Norðri, Suðri, Austri, Vestri. تعني (الشمال، الجنوب، الشرق والغرب) عبارة عن أربعة أقزام ذكروا في قصيدة غيلفاغينينغ (Gylfaginning) من كتاب نثر إيدا التي كتبها سنوري ستورلسون. وكل واحد من هؤلاء الأقزام يسند إحدى الإتجاهات الأربعة الأساسية.
معا، قاموا بحمل القبة السماوية، والتي خلقت من جمجمة العملاق يمير. وهم على الأغلب يمثلون الرياح الأربعة، [1] مماثلين للظباء الأربعة المتواجدين على شجرة الكون إغدراصيلة. [2] ومقترنين بالآلهة الأربعة الذين يشخصون الرياح في الأساطير الإغريقية.
الملاحظات:
1. ^جاكوب غريم وجايمس ستيفين ستاليبراس. الأساطير التيوتونية، 2004، الجزء الثاني، صفحة 631.
2. ^فينور ماغنوسون، Edda læren og dens oprindelse، 1824، صفحة 144.
المراجع:
1.^ قصيدة غيلفاغينينغ النثرية 5